# René Blattmann
René Blattmann (ur. 28 stycznia 1948) – boliwijski prawnik i polityk, od 2003 sędzia Międzynarodowego Trybunału Karnego.
Jego rodzicami są Rene Blattmann Oyola i Alicia Bauer, oboje szwajcarskiego pochodzenia. Studiował na Uniwersytecie w Bazylei, gdzie uzyskał dyplom z prawa cywilnego i prawa karnego.
Jest profesorem prawa karnego i międzynarodowego, zajmował ważne stanowiska państwowe, m.in. ministra sprawiedliwości i praw człowieka. Jako minister zajmował się reformą systemu sądowniczego, kładł nacisk na ochronę i promocję praw człowieka i gwarancji obywatelskich. W 2002 kandydował na urząd prezydenta Boliwii. Pracował także dla ONZ, był koordynatorem działań prawnych oraz ds. praw człowieka przy Misji Weryfikacyjnej w Gwatemali.
Jako doświadczony ekspert prawa karnego, prawa międzynarodowego i problematyki praw człowieka został wybrany w lutym 2003 na sędziego Międzynarodowego Trybunału Karnego (na kadencję 6-letnią). W 2009 jego kadencja sędziego stałego dobiegła końca, jednak pozostał w składzie MTK jako sędzia ad litem (powołany tylko na potrzeby konkretnej sprawy), do czasu zakończenia procesu Thomasa Lubangi, w którym orzeka. 